# Diners Club International
Diners Club International (DCI), được thành lập với cái tên Diners Club, là một công ty thẻ tính phí thuộc sở hữu của Discover Financial Services. Được thành lập vào năm 1950 bởi Frank X. McNamara, Ralph Schneider, Matty Simmons và Alfred S. Bloomingdale, đây là công ty thẻ thanh toán độc lập đầu tiên trên thế giới, và nó đã thành lập khái niệm về một công ty tự cung cấp thẻ tín dụng cho du lịch và sự giải trí. Diners Club International và nhượng quyền thương mại của nó phục vụ các cá nhân từ khắp nơi trên thế giới với các hoạt động tại 59 quốc gia.

## Lịch sử

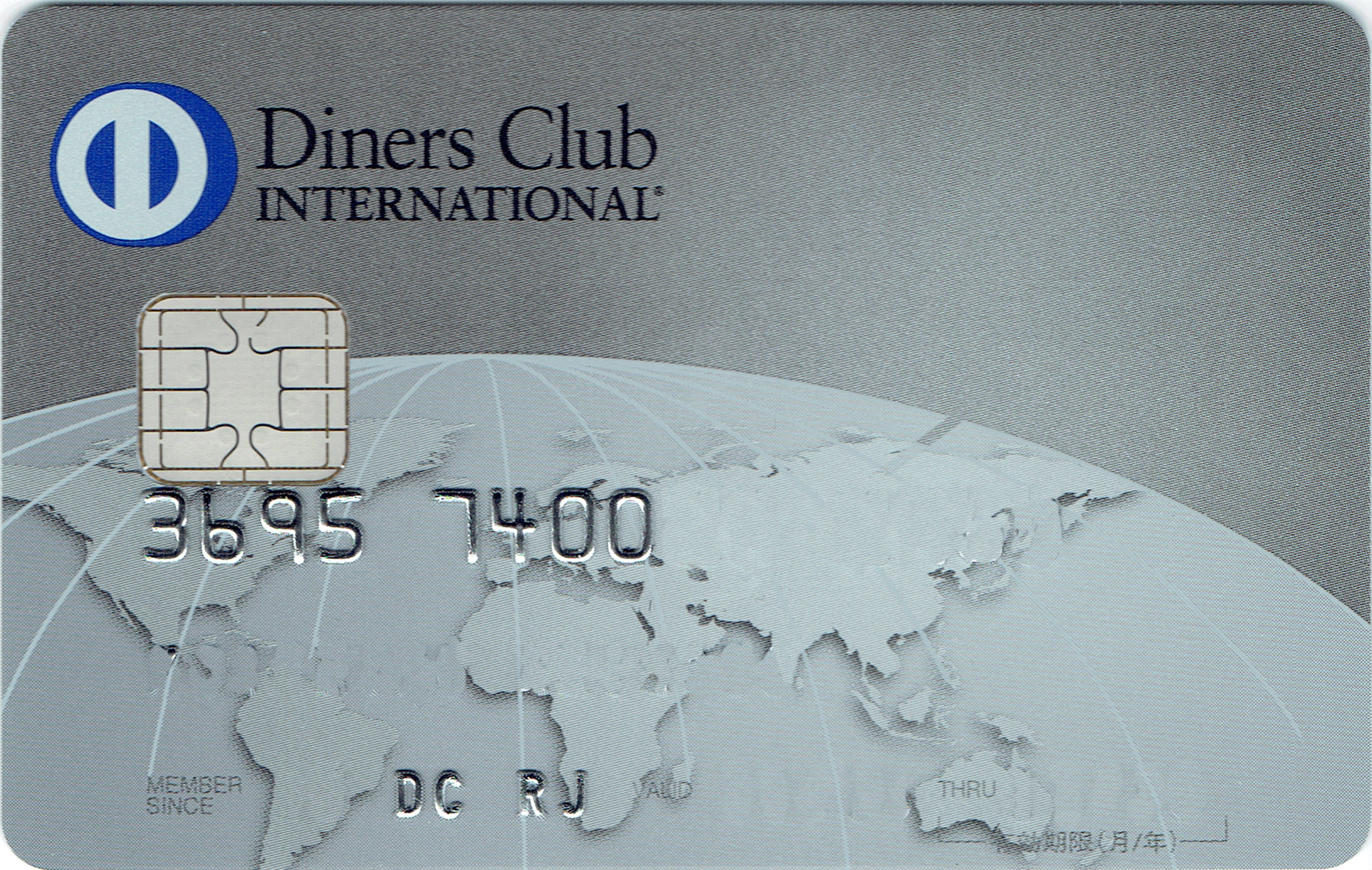
Thẻ Diners Club phát hành tại Nhật Bản, 2016

Ý tưởng cho Diners Club được hình thành tại nhà hàng Majors Cabin Grill ở thành phố New York năm 1949. Đồng sáng lập của Diners Club Frank McNamara đang dùng bữa với khách hàng và nhận ra anh ta đã để lại ví của mình trong một bộ đồ khác. Vợ ông đã trả tiền, và McNamara nghĩ về một loại thẻ tính phí đa năng như một cách để tránh sự bối rối tương tự trong tương lai. Ông đã thảo luận ý tưởng với chủ nhà hàng tại bàn, và ngày hôm sau với luật sư Ralph Schneider và người bạn Alfred Bloomingdale.
McNamara trở lại cùng một nhà hàng vào tháng 2 năm sau, vào năm 1950 và trả tiền cho bữa ăn của mình bằng thẻ tính phí bằng bìa cứng và chữ ký. Câu chuyện trở nên nổi tiếng, Lịch sử chính thức của Câu lạc bộ Diners gọi bữa ăn này là"Bữa ăn đầu tiên"mặc dù, như đã nêu sau đây, một số tài khoản tranh chấp đề cập đến việc nó thực sự là một bữa ăn trưa, và được ghi nhận bởi sử gia như là sự khởi đầu của tín dụng đương đại. Nhiều phiên bản khác nhau của câu chuyện khác nhau về việc đó là bữa trưa hay bữa tối mà McNamara đã quên ví của mình, và liệu hóa đơn đã được trả bằng tiền vay hay McNamara đợi vợ tới đưa ví cho anh ta. Một số nhà báo sau đó đã tin tưởng Alfred Bloomingdale với ý tưởng cho Diners Club.
McNamara và luật sư của mình, Ralph Schneider, đã thành lập Diners Club International vào ngày 8 tháng 2 năm 1950, với 1,5 đô la   triệu vốn ban đầu. Alfred Bloomingdale tham gia một thời gian ngắn, sau đó bắt đầu một liên doanh cạnh tranh ở California trước khi sáp nhập Dine and Sign có trụ sở tại California với Diners Club. Quan niệm ban đầu của McNamara là làm một chiếc thẻ có thể được sử dụng làm phương tiện thanh toán tại các nhà hàng quanh thành phố New York; tuy nhiên, sau đó, ông đã mở rộng việc sử dụng sang các cơ sở khác cũng như khách sạn, cho thuê xe hơi và cửa hàng hoa. Công ty bắt đầu xây dựng cơ sở khách hàng của mình bằng cách cung cấp thẻ của họ cho các doanh nhân nổi tiếng. Ngay sau đó, Matty Simmons, đại lý báo chí đầu tiên của công ty, bắt đầu quảng cáo thẻ trên báo, tạp chí và bằng cách gửi thư cá nhân cho khách hàng tiềm năng. Diners Club International được đặt tên là một"câu lạc bộ thực khách"cho phép khách hàng quen thanh toán hóa đơn vào cuối mỗi tháng thông qua tài khoản tín dụng của họ. Khi thẻ được giới thiệu lần đầu tiên, Diners Club đã liệt kê 27 nhà hàng tham gia và 200 người bạn và người quen của những người sáng lập đã sử dụng nó.
Diners Club có 20.000 thành viên vào cuối năm 1950  và 42.000 vào cuối năm 1951. Vào thời điểm đó, công ty đang tính phí cho các cơ sở tham gia bảy phần trăm và chủ thẻ thanh toán $ 5 một năm. Năm 1952, McNamara đã bán quyền lợi của mình trong Câu lạc bộ Diners cho các đối tác của mình với giá 200.000 đô la. Thẻ Diners Club bằng nhựa đầu tiên được giới thiệu vào năm 1961; vào giữa những năm 1960, Diners Club có 1.3   triệu chủ thẻ.
Đến cuối những năm 1960, Diners Club phải đối mặt với sự cạnh tranh từ các ngân hàng phát hành thẻ tín dụng quay vòng thông qua BankAmericard của Bank of America (sau đổi tên thành Visa) và Interbank Master Charge (đổi tên thành MasterCard). Bắt đầu từ năm 1968, Công ty Dầu mỏ Hoa Kỳ, hay Amoco, cũng đã ra mắt thẻ Diners Club đồng thương hiệu của riêng mình được gọi là American Torch Club  (sau đổi tên thành Amoco Torch Club), và Sun Oil Company đã phát hành phiên bản gọi là Sun Diners Club Card bắt đầu vào năm 1977.
Năm 1981, Citibank, một đơn vị của Citigroup, đã mua Diners Club International, bao gồm cả nhà nhượng quyền nắm giữ quyền đối với nhãn hiệu Diners Club. Mặc dù vậy, phần lớn các nhượng quyền thương mại ở nước ngoài vẫn thuộc sở hữu độc lập.